# Saint-Pierre-sur-Doux
 Saint-Pierre-sur-Doux  es una población y comuna francesa, ubicada en la región de Ródano-Alpes, departamento de Ardèche, en el distrito de Tournon-sur-Rhône y cantón de Satillieu.

## Demografía
| 252 | 218 | 169 | 107 | 98 | 85 |
| Para los censos de 1962 a 1999 la población legal corresponde a la población sin duplicidades (Fuente: INSEE [Consultar]) |     |     |     |    |    |